# Pickeringia montana
Pickeringia là một chi đơn loài trong họ Đậu gồm loài Pickeringia montana. Đây là loài đặc hữu của California.

## Hình ảnh

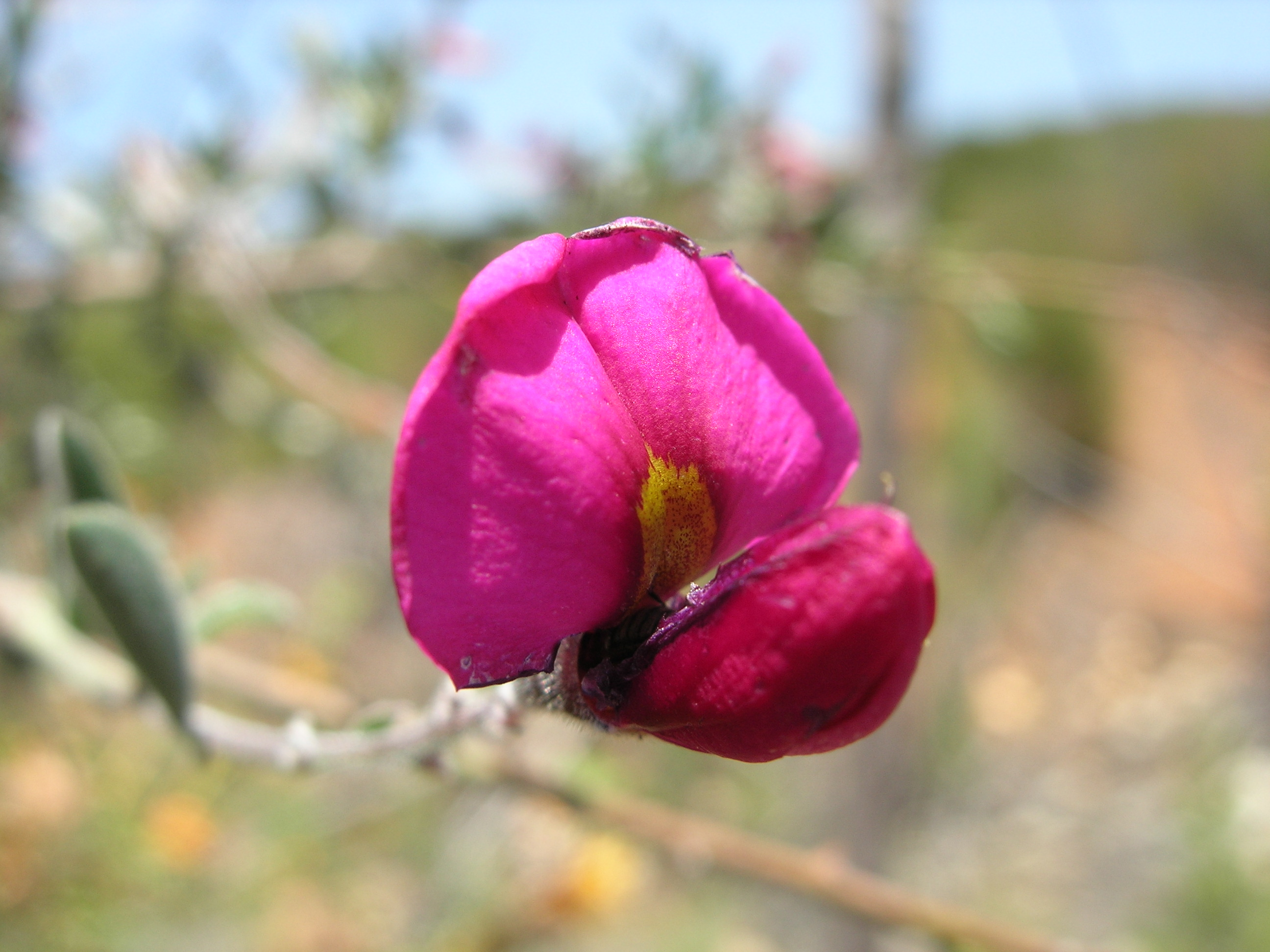
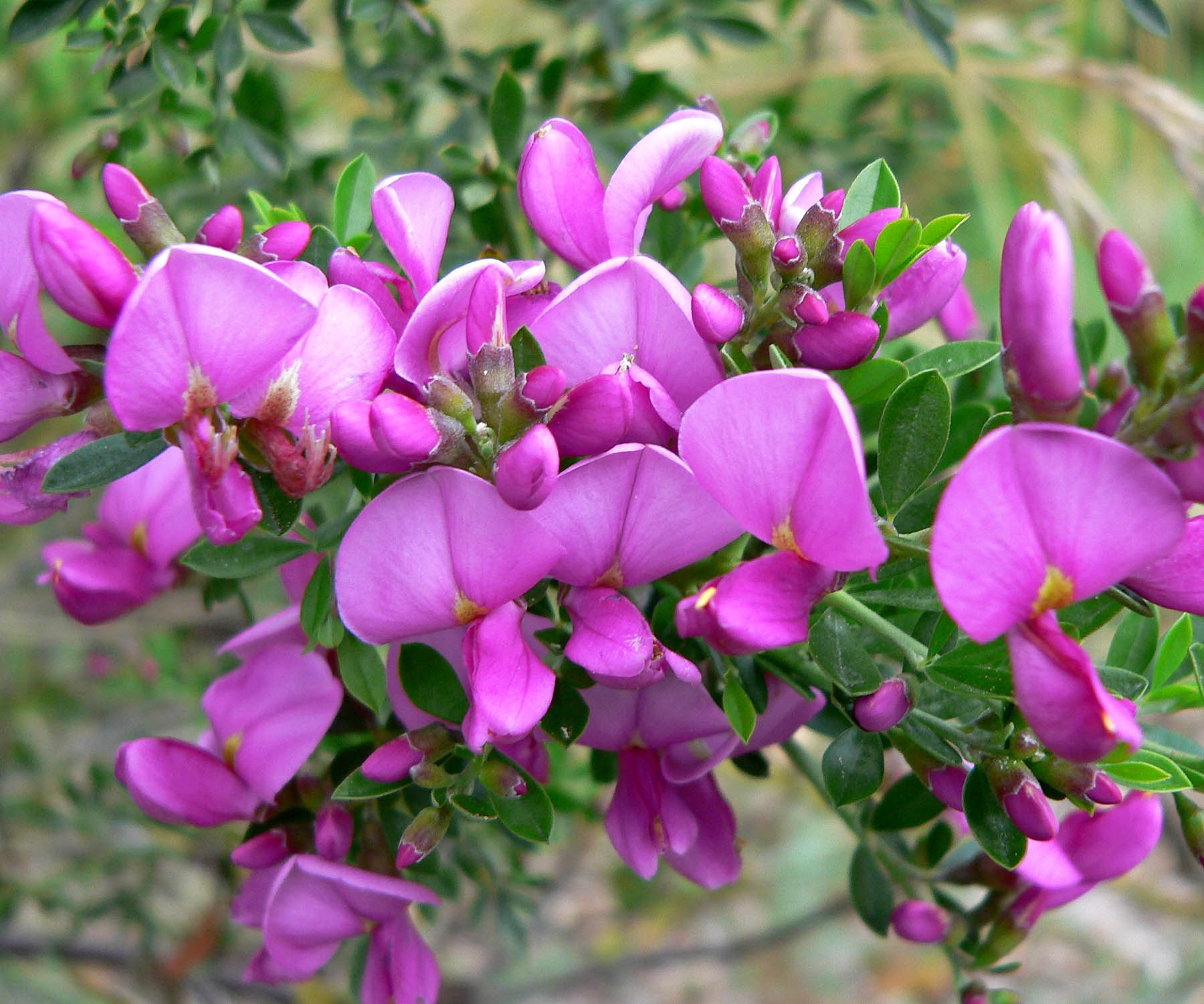
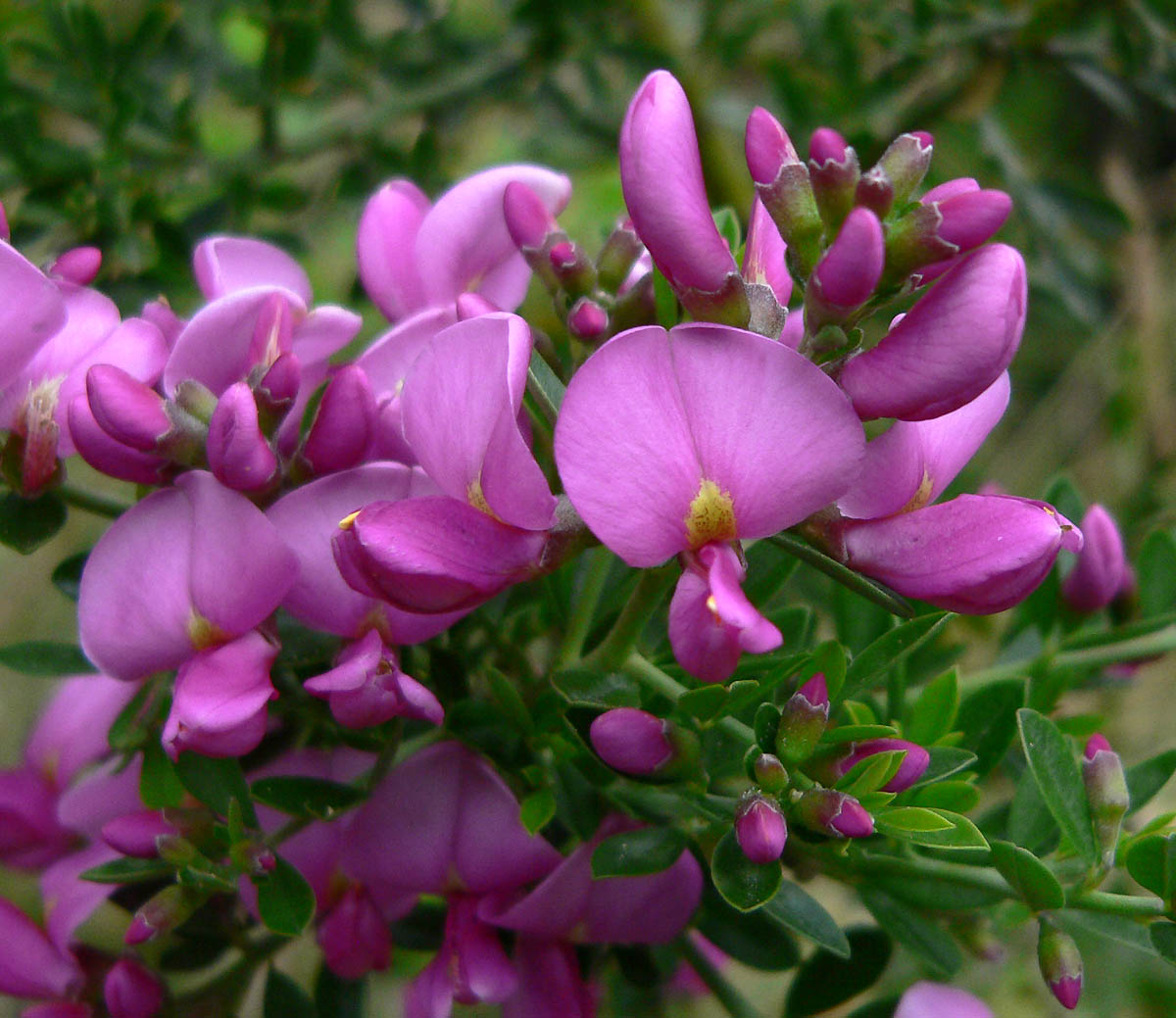
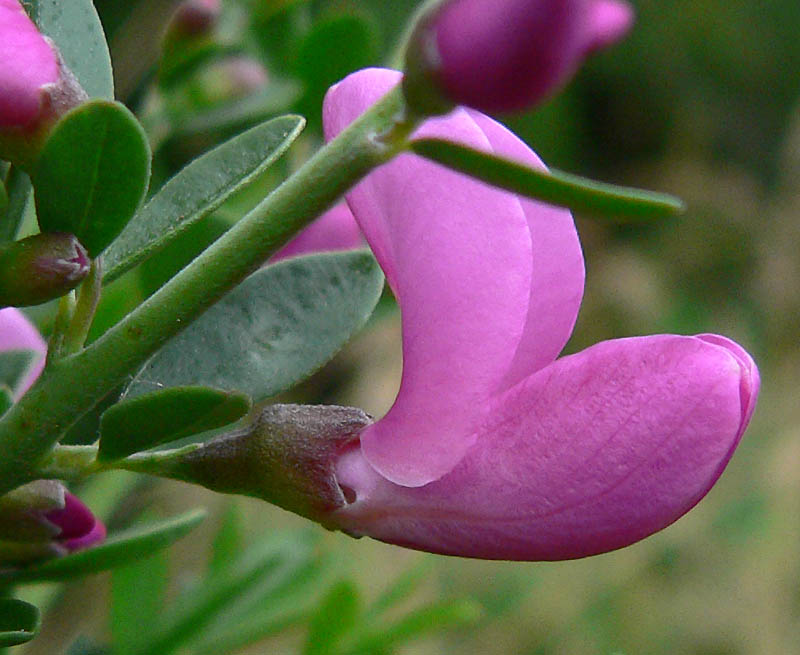